# Collaborazionismo in Francia

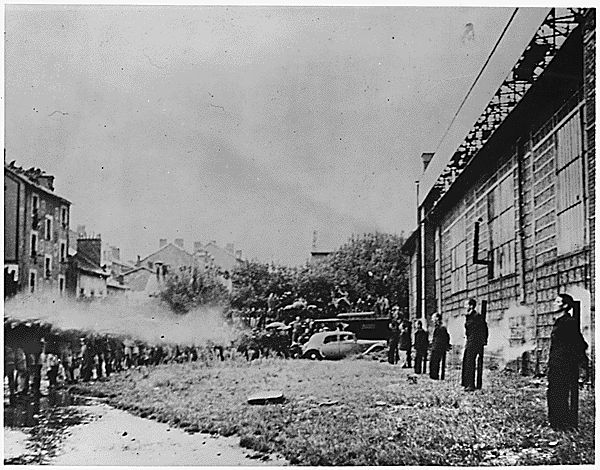
Fucilazione a Grenoble di sei giovani collaborazionisti (22.09.1944)

Con l'espressione collaborazionismo in Francia si intende descrivere tutte le attività di supporto e cooperazione che la Francia di Vichy mise in atto tra il 1940 e il 1944 nei confronti del Terzo Reich, che in quel lasso di tempo occupava il territorio transalpino. Collaborazionisti furono definiti sia i sostenitori del governo di Vichy nel sud sia anche quelli del governo tedesco d'occupazione (amministrazione militare tedesca della Francia) diretta nel nord (compresa Parigi) e sulla costa atlantica.

## La collaborazione

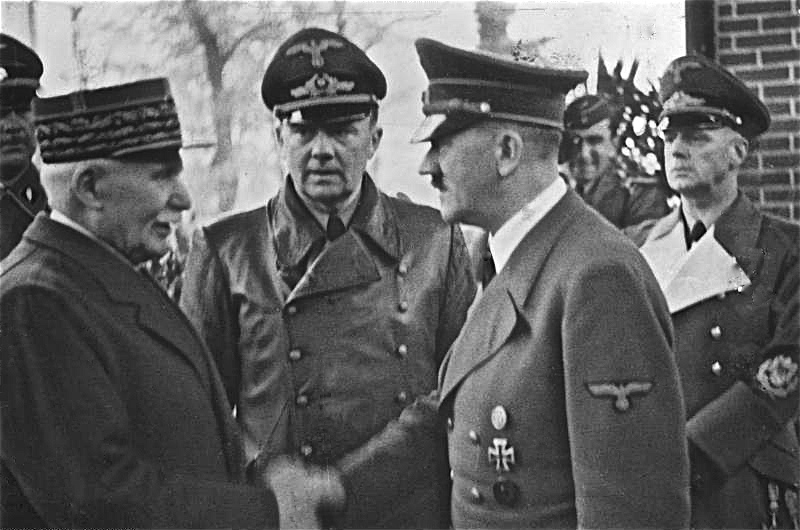
La famosa stretta di mano di Montoire-sur-le-Loir tra Philippe Petain e Adolf Hitler

Il 16 giugno 1940 - quando l'invasione nazista aveva ormai raggiunto tutti i suoi obiettivi tattici e strategici - il presidente della Repubblica Albert Lebrun nominò primo ministro il maresciallo Pétain, che in quel momento svolgeva l'incarico di ambasciatore presso la Spagna franchista ed era gradito dagli ambienti di estrema destra; il nuovo governo francese, guidato dall'anziano militare, si affrettò subito a firmare l'armistizio con i tedeschi (22 giugno).
La collaborazione, favorita anche dalle non esagerate richieste armistiziali tedesche, fu lanciata dopo l'incontro tra Pétain ed Adolf Hitler a Montoire-sur-le-Loir, avuto luogo il 24 ottobre 1940, in cui avvenne la famosa «stretta di mano di Montoire». Il governo di Vichy diventò il principale attore del collaborazionismo europeo quando il suo vicepresidente, l'ammiraglio Darlan, firmò con l'ambasciatore Otto Abetz i tre protocolli di Parigi del 28 maggio 1941.
Questi testi, che istituirono una collaborazione militare tra le forze armate tedesche e francesi in Siria-Libano, a Biserta ed in Tunisia, furono approvati personalmente da Pétain nel suo telegramma del 15 maggio 1941 al generale Dentz, alto commissario in Siria. Le disposizioni furono applicate totalmente in Siria e Libano e parzialmente in Africa del Nord, con la consegna al nemico di pezzi di artiglieria pesante e di munizioni, che furono in seguito usati contro i soldati francesi a Bir Hakeim e poi durante la campagna di Tunisia.
Lo Stato francese in seguito accordò, ricambiando diverse concessioni tra cui il rimpatrio dei prigionieri di guerra, il suo appoggio al regime nazista. Questo anche attraverso l'espulsione e la spoliazione dei beni, associata alla deportazione di stranieri (130.000) e di francesi ebrei (70.000). L'obbligo di portare la stella gialla non venne mai istituito nella zona sotto il controllo di Vichy, né vennero emanate leggi repressive o discriminanti nei confronti delle minoranze. Il regime fu però responsabile del rastrellamento del Velodromo d'inverno (francese: Rafle du Vélodrome d'Hiver, comunemente chiamato Rafle du Vel' d'Hiv: "Retata del Vel' d'Hiv", dal nome con cui viene chiamato il Vélodrome d'Hiver - "Velodromo d'inverno", stadio e circuito per gare di ciclismo), che fu il maggiore arresto di massa contro ebrei sul suolo francese durante la seconda guerra mondiale, a Parigi, eseguita dalla polizia parigina, in cui furono arrestati 12.884 ebrei, tra cui 4.051 bambini e 5.802 donne. Le persone arrestate furono radunate in campi di detenzione, tra cui quello di Drancy, dove la sorveglianza era eseguita dalla gendarmeria francese.
Per meglio comprendere la stima di cui godeva il governo di Pétain tra i francesi, basti pensare che quando gli inglesi occuparono il Libano, solo 6.000 soldati su 31.000 accettarono di aderire alla "Francia libera" di De Gaulle, mentre gli altri rientrarono in Francia.
Eppure, benché Pétain e Darlan siano stati largamente responsabili del collaborazionismo, alcuni osservatori degli avvenimenti di tale epoca esitano a classificarli tra i collaborazionisti. Il maresciallo era certo, all'inizio, un "reazionario" e presentava poche affinità con il nazionalsocialismo, sebbene durante il suo processo nel dopoguerra affermò che egli cercò di ottenere il recupero più rapido possibile dei prigionieri di guerra francesi. Inoltre approfittò della sconfitta francese (forse dovuta in parte anche alle sue cattive scelte strategiche, quando presidiò il Consiglio superiore di guerra) per condurre in porto i suoi progetti di Rivoluzione nazionale. Le accuse si sono dunque principalmente indirizzate su Pierre Laval, che portava avanti una collaborazione profonda, giudicando preferibile che la Francia fosse al fianco della Germania alla conclusione della guerra ineluttabilmente vittoriosa per quest'ultima.
(Pierre Laval)

## Atti di ritorsione nei confronti dei collaborazionisti
Già prima della fine della guerra i collaborazionisti francesi subirono arresti ed incarcerazioni, seguite da giudizi sommari ed esecuzioni capitali, solitamente emesse direttamente dai partigiani che li avevano catturati. Il semplice intrattenimento di una relazione con un militare tedesco prevedeva per le donne il taglio dei capelli a zero ed il pubblico ludibrio.
Dopo la caduta del Governo di Vichy, alcuni collaboratori dei nazisti furono perseguitati. Alcune stime dicono che circa la metà delle sanzioni avvenne in forma di esecuzione sommaria, altre sono estremamente più tragiche. Nelle Memorie De Gaulle afferma che 10.842 collaborazionisti sono stati giustiziati senza aver avuto un regolare processo. Solo 779 sono stati i collaborazionisti giudicati in tribunali regolari. Gli altri furono giustiziati ma, poiché i giudici chiamati a pronunciarsi avevano tutti, tranne uno, prestato giuramento a Philippe Pétain, molti degli imputati sfuggirono alle sanzioni. Una legge di amnistia nell'agosto 1953 pose fine all'epurazione (Épuration légale), ad eccezione dei colpevoli di «crimini contro l'umanità».
Questa la sorte dei governanti principali:
- Philippe Pétain, presidente dello Stato francese, condannato a morte, graziato e pena commutata in ergastolo per l'età avanzata (89 anni) e i servigi resi durante la grande guerra; morì in prigione a 95 anni
- François Darlan, capo del governo, assassinato da un membro di Francia Libera
- Pierre Laval, capo del governo, condannato a morte e fucilato

## I partigiani francesi della collaborazione

### Collaborazionismo politico
L'agitazione portata dai «collaboratori» più in vista, la cui collaborazione è iniziata nella maggior parte dei casi a Parigi occupata, provenienti da posizioni politiche varie, fece dimenticare l'azione paziente e risoluta del governo di Vichy in materia di collaborazione:
- Jacques Doriot, già comunista, divenne il capo del Partito Popolare Francese (un partito fascista e populista), morì il 22 febbraio 1945 a causa di un attacco aereo;
- Marcel Déat, già socialista, inizialmente vicino a Jean Jaurès, divenne capo del RNP neo-socialista e, dopo la guerra, evitò il processo rifugiandosi in Italia; condannato a morte in contumacia, morì a Torino di malattia nel 1955.
- Gaston Bergery, deputato radical-socialista, dopo il conflitto fu processato e prosciolto da ogni accusa;
- Philippe Henriot, propagandista d'estrema destra, fu ucciso nel 1944 dai partigiani del COMAC;
- Marcel Bucard, propagandista d'estrema destra, leader del Partito Francista, dopo la guerra fu processato, condannato a morte e fucilato;
- Jean-Marie Clamamus, primo senatore comunista francese e sindaco di Bobigny, dopo il conflitto fu condannato a dieci anni di degrado nazionale, ma approfittò dell'amnistia del 1953;
- Marcel Capron, deputato, sindaco comunista d'Alfortville, dopo la guerra fu condannato al degrado nazionale a vita e alla confisca dei beni, ma approfittò dell'amnistia del 1953;
- André Pascal, deputato comunista di Parigi
- Joseph Darnand, capo della Milice française, di provenienza di estrema destra, condannato a morte e fucilato
- Fernand de Brinon, rappresentante del governo di Vichy presso le autorità tedesche a Parigi; inizialmente vicino al radicale Édouard Daladier, condannato a morte e fucilato

### Collaborazionismo intellettuale
Tra i collaborazionisti sono da annoverare diverse decine di scrittori e giornalisti rinomati, a volte remunerati dalla « Propagandastaffel » tedesca, che finanziava le loro pubblicazioni:
- Jacques Benoist-Méchin, storico, condannato a morte, graziato e poi liberato
- Henri Béraud, giornalista e scrittore, condannato a morte, graziato e poi liberato
- Abel Bonnard, accademico, omosessuale e fascista al tempo stesso, condannato a morte in contumacia, poi riprocessato e condannato a 10 anni (non scontati)
- Georges Albertini, giornalista e segretario generale del RNP, condannato a 5 anni di carcere, più altre pene come la confisca dei beni; la sua famiglia subì ritorsioni pesanti
- Robert Brasillach, giornalista e scrittore, condannato a morte e fucilato (unico collaboratore "puramente intellettuale" a subire la pena capitale)
- Charles Spinasse, deputato socialista e fondatore del settimanale collaborazionista Le Rouge et le Bleu; subì un breve periodo di carcere
- Louis-Ferdinand Céline, scrittore, arrestato in Danimarca, liberato dopo 14 mesi; condannato a 1 anno di prigione in contumacia, poi amnistiato ma con confisca dei beni presenti e futuri per indegnità morale nazionale (ad eccezione della pensione di invalido di guerra)
- Paul Chack, scrittore e ufficiale di Marina, condannato a morte e fucilato "per il suo ruolo militare"
- Jacques Chardonne, romanziere, subì sanzioni minori, poi fu prosciolto
- Alphonse de Chateaubriant, scrittore, condannato a morte in contumacia, morì di malattia in Tirolo
- Pierre Drieu La Rochelle, scrittore, suicida mentre era ricercato
- Abel Hermant, accademico, anche lui fascista e omosessuale dichiarato, condannato al carcere, ma graziato e liberato dopo poco
- Georges Montandon, etnologo, forse ucciso dalla Resistenza
- Henry de Montherlant, scrittore, poeta e drammaturgo, gli fu imposto solo il divieto di pubblicazione per un anno
- Pierre Pascal, scrittore, poeta e iranista, condannato all'ergastolo in contumacia nel 1946, fuggì in Italia già precedentemente, dove visse per il resto della vita; morì a Roma nel 1990
- Lucien Rebatet, romanziere, condannato a morte, pena commutata in lavori forzati, e in seguito liberato dopo un periodo agli arresti domiciliari
- Charles Maurras, politico e intellettuale di destra; aveva trascorso la vita a combattere il pericolo tedesco e ad accusare i suoi avversari di essersi venduti alla Germania, a occupazione avvenuta, sul suo giornale antisemita e di destra (l'Action française), inizia gli attacchi agli oppositori esterni (come Charles de Gaulle) o interni (come i partigiani catturati nella battaglia del plateau des Glières), definendoli come dei mostri senza patria. Condannato all'ergastolo, in seguito liberato e graziato per motivi di salute.
- Maurice Sachs, scrittore, ebreo e omosessuale ma al contempo fascista collaborazionista, lavorò come delatore direttamente per la Gestapo. Arrestato e poi ucciso dagli stessi nazisti, che non si fidavano più di lui.

### Fiancheggiatori del regime e presunti simpatizzanti intellettuali
Altri, pur non essendo assimilabili a dei collaborazionisti, sostennero (almeno per un certo periodo), il governo di Vichy:
- Hubert Beuve-Méry, futuro fondatore del quotidiano Le Monde; non subì alcuna pena.
- Thierry Maulnier, futuro accademico; non ebbe alcuna pena.
- François Mitterrand, funzionario di Vichy, vicino inizialmente ai paramilitari della Cagoule e decorato con l'ordine della francisca (francisque) prima di unirsi alla resistenza e al Partito Socialista. Non subì pene e in futuro fu Presidente della Quinta Repubblica francese per 14 anni (1981-1995).

Un caso a parte è quello di Jean Giraudoux in quanto dovrebbe essere ascritto tra gli antisemiti precoci divenuti resistenti tardivi dato che sottobanco passava informazioni alla resistenza.
Altri, collaboratori parziali e simpatizzanti tiepidi come l'architetto Le Corbusier, o pensatori accusati di una qualche simpatia o perlomeno ambiguità ideologica come il filosofo e scrittore Georges Bataille (accusato di ammirare la simbologia nazista, in particolare per la conferenza del 1939 Hitler e l'ordine teutonico), non subirono ritorsioni o condanne, venendo considerati estranei a responsabilità collaborazioniste morali o politiche. Emil Cioran, ammiratore del nazismo e del fascismo rumeno negli anni '30, all'epoca del suo trasferimento in Francia (1940) ne aveva invece preso ormai le distanze.
Alcuni uomini dello spettacolo (ad esempio Sacha Guitry) furono tacciati di collaborazionismo perché, durante l'occupazione avevano continuato ad esercitare il loro mestiere (che notoriamente implica delle relazioni pubbliche). Altri artisti infatti (come ad es. Ray Ventura), pur di non compromettersi con il regime, decisero di emigrare.

## I partiti collaborazionisti
I due "grandi" partiti:
- Partito Popolare Francese (PPF).
- Raggruppamento Nazional Popolare (RNP).

I partiti "medi" :
- Partito Francista o Francismo di Marcel Bucard.
- Partito Operaio e Contadino Francese (POPF), che raggruppava l'ala collaborazionista del PCF (molti sindaci e deputati, pochi militanti).
- Lega dei Pensatori Francesi (LPF), il movimento più stupefacente, costituito da sinceri intellettuali repubblicani, compresi i franco-massoni e qualche celebrità di sinistra, ma favorevoli alla Collaborazione tale da ottenere dalla Germania il permesso per la Francia di ristabilire la Repubblica.
- Mouvement social révolutionnaire di Eugène Deloncle (prima leader de la Cagoule).
- Partito Nazionalista Bretone per l'indipendenza dalla Francia della Bretagna pro-nazista.
- ecc.

I piccoli gruppi filonazisti francesi
- Fronte Francese di Jean Boissel
- "Semaforo" di Marcel Delaunay
- Partito Francese per il Collettivismo Francese di Pierre Clémenti).
- Giovani della Nuova Europa di Marc Augier detto Saint-Loup
- Lingua francese di Pierre Costantini
- Comitato Francia-Germania di Georges Scapini (proveniente dall'estrema destra).
- Circolo Collaborazione di Alphonse de Chateaubriant
- Brezona staccatosi dal Partito Nazionalista Bretone che si rifà al nazional-socialismo; e in questo movimento, Galv, apertamente pro-nazista e formato dai redattori della rivista Arvor, 3393 Štúr d'Olier Mordrel, e il Bezen Perrot formato da una parte del Partito Nazionalista Bretone.

Semi-collaborazionismo
- Action française di Charles Maurras

## La stampa collaborazionista
La grande maggioranza della stampa francese sotto l'occupazione sosteneva la politica collaborazionista e antisemita di Pétain.
Una parte di questa stampa era nelle mani dei tedeschi, che finanziavano alcune pubblicazioni, specie, ma non solo, attraverso le Éditions du Pont. Il più noto giornale collaborazionista fu Je suis partout.